# Medvedina
A Medvedina (horvátul: Medvedina špilja, Medvidina špilja) egy barlang Horvátországban, Biševo szigetén.  

## Leírása
A barlang a sziget déli oldalán, a Trešjavac-öbölben található. A bejárat a tenger felszínén található, 14 méter széles és 20 méternél magasabb. A barlang befelé fokozatosan szűkül és magassága is csökken, így legalsó részén nagyon keskeny és alacsony. Körülbelül 160 méter hosszú. A barlang egy kis partszakaszban ér véget, amelyet csak kishajóval lehet elérni.
A barlang jelentős, mivel a világ egyik legveszélyeztetettebb emlősének, a mediterrán barátfókának (Monachus monachus), amely egy nagyon ritka fókafaj egykori élőhelye. A barlang végén lévő partot a mediterrán barátfókák szaporodási helyeként jegyezték fel. A barlangot is erről a tengeri emlősről (sredozemna medvjedica) nevezték el. A barlang 1967 óta védett.

## Fordítás
Ez a szócikk részben vagy egészben  a   Medvidina špilja című horvát Wikipédia-szócikk ezen változatának fordításán alapul.  Az eredeti cikk szerkesztőit annak laptörténete sorolja fel. Ez a jelzés csupán a megfogalmazás eredetét és a szerzői jogokat jelzi, nem szolgál a cikkben szereplő információk forrásmegjelöléseként.